# 浪華ゴム工業
浪華ゴム工業株式会社（なにわゴムこうぎょう、英語: Naniwa Rubber Co., Ltd.）は奈良県大和高田市に本社を置く、主に医療用ゴム及びプラスチック製品の製造販売をおこなう企業。ニッタの子会社である。

## 概要
創業時は缶詰のパッキン部分を手掛けていたが、創業者が指を切断する事故をきっかけに1908年にゴム製水枕を日本で初めて製造した。その後、スペインかぜ（1918年頃）の時期に必需品として大きく売れたとされる。近年では医療用ゴム製品のみならず、工業用向けの汎用ゴム製品や各種プラスチック製品を製造している。
大阪市浪速区で創業したが、第二次世界大戦の戦禍により、工場を焼失後は本社工場を大和高田市に移転。2017年4月にニッタの完全子会社となった。

## 沿革
- 1906年（明治39年）2月11日 - 大阪市浪速区で大島文之助が創業[3]。
- 1919年（大正8年）6月 - 合資会社に改組。
- 1945年（昭和20年）3月 - 太平洋戦争で被災して部疎開中の現工場へ移転[3]。
- 1947年（昭和22年）10月 - 大阪営業所を設置。
- 1948年（昭和23年）5月 - 現社名に改組・改称する。
- 1950年（昭和25年）10月 - 塩化ビニール製品の生産を開始。
- 1951年（昭和26年）1月 - 医薬品用ゴム栓の生産を開始。
- 1953年（昭和28年） - 家電用ゴム部品の生産を開始。
- 1955年（昭和30年）6月 - ゴム製水枕がJIS（日本工業規格）表示工場として指定される。
- 1959年（昭和34年）12月 - 本社社屋を移転する。
- 1962年（昭和37年）6月 - ラテックス工場を建造。
- 1969年（昭和44年）4月 - 輸血・輸液セット工場を建造。
- 1972年（昭和47年）1月 - ゴム製乳首がJIS表示工場として指定される。
- 1976年（昭和51年）8月 - 医薬品用ゴム栓工場を一新する。
- 1984年（昭和59年）11月 - 医薬品用ゴム栓製造工場にクリーンルームを設置。
- 1986年（昭和61年）10月 - 本社社屋を新設。
- 1987年（昭和62年）10月 - 栓体工場を建造。
- 1989年（平成元年）6月 - ラック倉庫を建造。
- 1993年（平成5年）10月 - 栓体工場を増設。
- 1996年（平成8年）2月 - 創業90周年を迎え、会社のロゴマークを制定。
- 1997年（平成9年）11月 - 水処理設備を新設。
- 2000年（平成12年）11月 - ISO9002審査登録される。
- 2001年（平成13年）9月 - 高度クリーン環境ゴム栓精錬工場を建設。
- 2002年（平成14年）10月 - クリーンルームを設置。
- 2003年（平成15年）11月 - ISO9001-2000認証取得。
- 2006年（平成18年）1月 - 医薬品用ゴム栓最終高度クリーン洗浄工場完成。
- 2017年4月 - ニッタが全株式を取得。同社の完全子会社となる。